# Vetenskapsåret 1847

## Händelser
- George Boole publicerar The Mathematical Analysis of Logic, och lägger grunden till Boolesk algebra.
- Ignaz Semmelweiss studerar och förebygger spridningen av barnsängsfeber.
- Hermann von Helmholtz formulerar energiprincipen, att mängden energi är konstant.

### Matematik
- Okänt datum - Johann Benedict Listing publicerar Vorstudien zur Topologie i Göttingen, och blir först att introducera begreppet topologi i tryckta texter.[1][2]

## Pristagare
- Copleymedaljen: John Herschel, brittisk astronom
- Wollastonmedaljen: Ami Boué, österrikisk geolog [3]

## Födda
- 11 februari - Thomas Edison (död 1931), amerikansk uppfinnare.
- 3 mars - Alexander Graham Bell (död 1922), amerikansk uppfinnare.

## Avlidna
- 9 mars - Mary Anning (född 1799), brittisk paleontolog.

### Fotnoter
1. ↑  Reprint
2. ↑  O'Connor, John J.; Robertson, Edmund F., ”Vetenskapsåret 1847”, MacTutor History of Mathematics archive, University of St Andrews.
3. ↑  ”Geological Society”. Arkiverad från originalet den 5 juni 2011. https://web.archive.org/web/20110605102217/http://www.geolsoc.org.uk/gsl/society/history/page750.html. Läst 13 april 2011.